# Marcel Renaud
Marcel Victor Alcide Renaud (Parigi, 27 maggio 1926 – Bourges, 5 dicembre 2016) è stato un canoista francese.

## Palmarès

### Olimpiadi
- 1 medaglia:
  - 1 argento (Melbourne 1956 nel C-2 10000 m)

### Mondiali - Velocità
- 1 medaglia:
  - 1 bronzo (Mâcon 1954 nel K-4 1000 m)

### Mondiali - Slalom
- 1 medaglia:
  - 1 oro (Ginevra 1949 nel C-1 a squadre)